# Nae Ionescu
Nae Ionescu (Nicolae C. Ionescu),  (n. 16 iunie 1890, Brăila, România – d. 15 martie 1940, București, România) a fost un filozof, pedagog, legionar și jurnalist român.
Filozofia sa a fost numită trăirism, o variantă românească a „vitalismului” german, incluzând elemente mistice și teologice din tradiția creștin-ortodoxă  axată pe preponderența trăirii asupra intelectului. Cuvântul a fost tradus din limba germană "Lebensphilosophie" (filozofia trăirii), de criticul Șerban Cioculescu,
Nae Ionescu a adunat în jurul său o pleiadă de membri ai intelectualității interbelice a literaturii și gândirii românești, ca Vasile Băncilă, Mircea Eliade, Mircea Vulcănescu, Mihail Sebastian, Emil Cioran, Petre Țuțea, Constantin Noica și alții. Prin intermediul ziarului Cuvântul, el  s-a implicat în politică, susținând inițial doctrina țărănistă, apoi ideea unei „monarhii organice” (reprezentate de regele Carol al II-lea), iar din vara anului 1933 a trecut spre fascism, Mișcarea Legionară și antisemitism militant. 

## Biografie
Nae Ionescu s-a născut la Brăila pe data de 4 iunie 1890 (pe stil vechi). Urmează studiile primare, gimnaziale și liceale în orașul natal. În timpul liceului, se apropie de cercul socialist, îl cunoaște pe Panait Istrati și este exmatriculat din Liceul „Nicolae Bălcescu” în ultimul an de studiu - se spune că pentru republicanism național. Termină studiile medii la alt liceu. Se înscrie la Facultatea de Litere și Filosofie din București, ale cărei cursuri le încheie în 1912, cu specializare în filosofie. În anul 1912 este numit profesor la Liceul „Matei Basarab” din București. După o vreme în care colaborează la Studii filosofice sau la Noua Revistă Română, în toamna anului 1913, după logodna cu Elena-Margareta Fotino, pleacă în Germania, la Göttingen, în vederea desăvârșirii studiilor. Revine în România și își satisface stagiul militar la Brăila, iar pe 25 noiembrie 1915 se căsătorește cu Elena Margareta Fotino. În ianuarie 1916 pleacă din nou în Germania, împreună cu soția, pentru continuarea doctoratului. Intrarea României în război, în luna august 1916, îl surprinde acolo. Este închis în lagărul de prizonieri de la Celle-Schloss, Hanovra, de unde va fi eliberat în august 1917. Primul său fiu, Radu, se naște la începutul anului 1917, iar cel de-al doilea, Răzvan, în luna iunie a anului 1918.
În 1919 își susține doctoratul în filosofie la Universitatea din München, cu profesorul Bäumker, cu teza Die Logistik als Versuch einer neuen Begründung der Mathematik („Logistica ca o nouă încercare de definire a matematicii”). Revine în țară în același an dedicându-se carierei didactice și jurnalistice. Convingerile sale fasciste și relațiile cu cercuri ostile lui Carol II vor face să fie de mai multe ori arestat și închis. Bolnav de inimă, moare la 15 martie 1940, în vila sa de la Băneasa, în prezența Cellei Delavrancea, după ce devenise cunoscut pentru legăturile sale intime cu câteva dintre femeile celebre ale vremii, printre care Maruca Cantacuzino-Enescu (ulterior soția muzicianului George Enescu), Elena Popovici-Lupa și pianista Cella Delavrancea.
Biografia sa este legată, printre altele, de casa construită la Băneasa (proprietate construită cu ajutorul financiar al prietenului său, industriașul Nicolae Malaxa). După moartea lui Nae Ionescu, vila de la Băneasa a fost confiscată și a servit ca reședință de protocol a lui Ion Antonescu.

## Cariera didactică
Revenit în țară în 1919, este pentru scurtă vreme profesor, apoi director la Liceul militar de la Mănăstirea Dealu pentru ca, în același an, să fie numit asistent la Catedra de Logică și Teoria cunoașterii a profesorului Constantin Rădulescu-Motru. Nae Ionescu își inaugurează activitatea universitară cu prelegerea „Funcțiunea epistemologică a iubirii”.
Le-a fost profesor universitar lui Mircea Eliade, Constantin Noica, Emil Cioran,  Petre Țuțea, Jeni Acterian, Mircea Vulcănescu, Constantin Floru etc.
Cursurile sale, litografiate sau păstrate sub formă de stenograme, au fost publicate după moartea sa, la începutul anilor '40, prin grija discipolilor. În perioada comunistă (1945-1989) Nae Ionescu a fost un autor interzis. Publicarea cursurilor sale a fost reluată după 1990.

## Cariera jurnalistică
Între 1911-1916, în calitate de colaborator și apoi de redactor la Noua Revistă Română, condusă de Constantin Rădulescu-Motru, publică mai multe articole și cronici.
În perioada 1919-1925, colaborează cu numeroase articole la revista Ideea europeană (director: Constantin Rădulescu Motru), alături de Tudor Vianu, Octav Onicescu, Dimitrie Gusti, Ștefan Nenițescu, Emanoil Bucuța, Cora Irineu, Mircea Florian.
În 1922, publică în Gazeta Matematică studiul Comentarii la un caz de intranziență a conceptelor matematice, pentru care obține Premiul de filosofie matematică, în anul 1923.
Din mai 1926 N. Ionescu conduce ziarul Cuvântul, la care a colaborat și grupul de talente adunate în jurul său: Mircea Eliade, Mircea Vulcănescu, Mihail Sebastian, Emil Cioran etc.
A semnat, sub diferite pseudonime, atât în ziarul Cuvântul, cât și în alte periodice în care a scris pe perioada celor patru ani de suspendare a acestuia (1934-1938).

## Volume (antume și postume)
- Roza vânturilor în 1937, o culegere de articole gazetărești strânse din inițiativa lui Mircea Eliade, care a și prefațat-o. Este singura carte publicată în timpul vieții (republicată în ediție anastatică la Ed. Roza Vînturilor, 1990).
- Corespondența de dragoste (epistolar cu Elena-Margareta Fotino), 2 volume, Ed. Anastasia, București, 1997.
- Curs de istorie a logicii, ediție îngrijită de Marin Diaconu, Humanitas, 1993.
- Curs de metafizică, ediție îngrijită de Marin Diaconu, Humanitas, 1995.
- Curs de filosofie a religiei. 1924 - 1925, ediție îngrijită de Marin Diaconu, prefață de Nicolae Tatu, postfață de Mircea Vulcănescu, Editura Eminescu, 1998. Pe lângă alte numeroase ediții, mai ales ale unor cursuri universitare, operele lui Nae Ionescu au fost strânse într-o ediție completă (20 de volume) și în colecția de „Opere fundamentale” (trei volume) a Academiei Române:
- Nae Ionescu, Opere, vol. I-XV, ediție îngrijită de Marin Diaconu și Dora Mezdrea (la editurile Crater, Istros, Muzeul Literaturii Române), 1999-2018.
- Nae Ionescu, Opere, vol. I-III, ediție îngrijită de Marin Diaconu și Dora Mezdrea, postfață de Eugen Simion, Fundația Națională pentru Știință și Artă, București, 2020 (volumele I și II conțin Cursuri universitare, iar vol. III studii, prefețe și o selecție de articole și cronici).

## Repere biografice

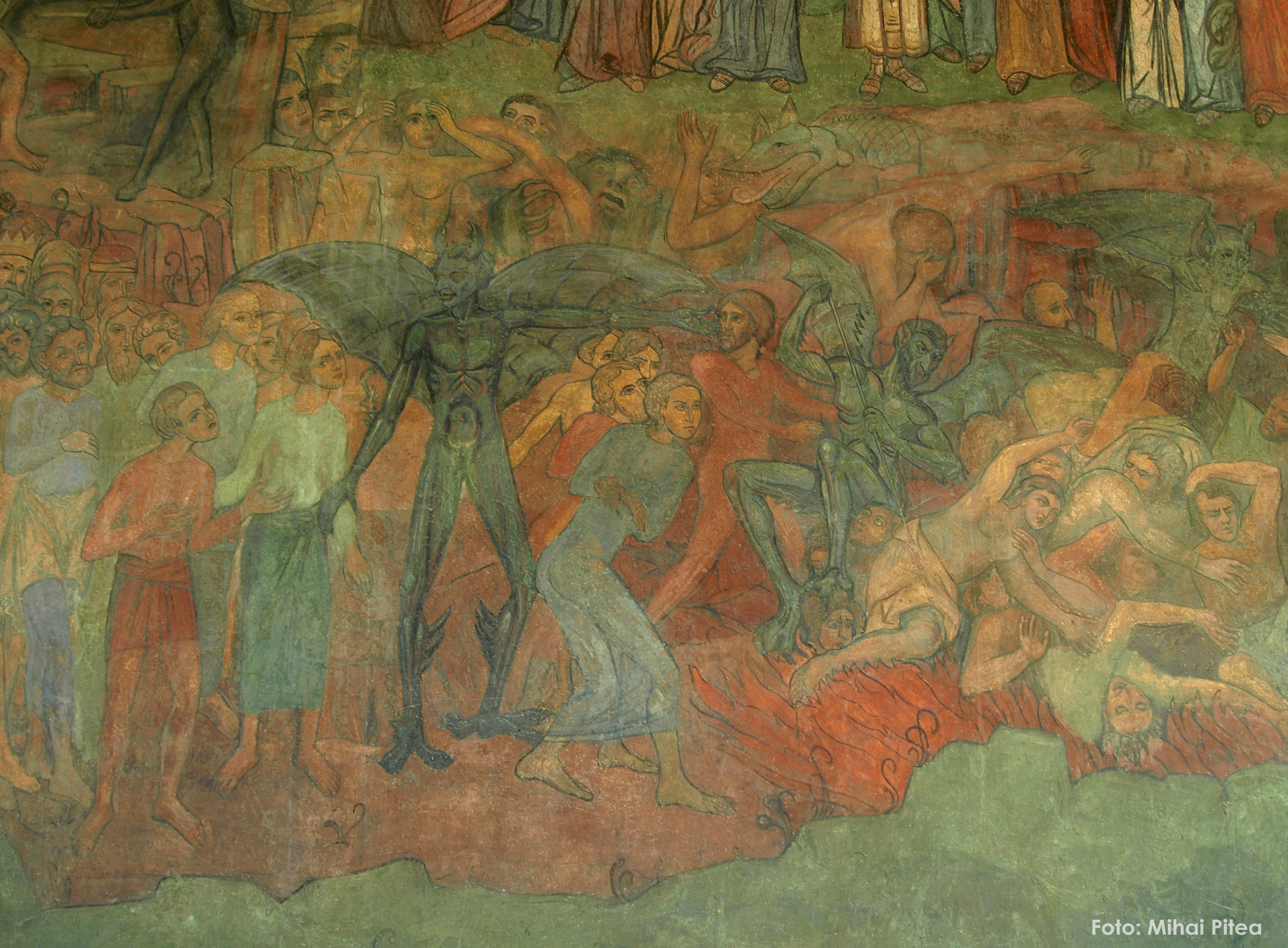
Nae Ionescu înfățișat ca diavol (cel din stânga) în fresca Judecății de Apoi a Catedralei Patriarhale. Detalii în cartea Nae Ionescu, de Mircea Vulcănescu.

La 23 ianuarie 1911, la Societatea Studenților în Litere ține conferința Literatura celei de a IV-a proporționale: Sărmanul Dionis de Eminescu - tipărită în Noua Revistă Română la 22 februarie 1911 (debutul publicistic avusese loc, probabil, în 1909).
La 23 septembrie 1912 publică în Noua Revistă Română, sub pseudonimul Mihai Tonca, Preocupările filosofice ale geometrului Poincare; ulterior va fi cooptat ca redactor la respectiva revistă. În octombrie susține examenul de licență la Facultatea de Litere și Filosofie din București cu teza Istoria argumentului ontologic (magna cum laude; certificat nr. 152, din 11 decembrie 1912), după care este numit profesor la Liceul Matei Basarab din București. 
În septembrie 1913 se logodește la Iași, cu Elena-Margareta Fotino. 
Cu recomandarea lui Constantin Rădulescu-Motru primește un ajutor din partea Fundațiunei Universitare Carol I pentru pregătirea tezei de doctorat (privitoare la filosofia lui Kant).
În 1924, 29 iunie — 6 iulie, publică art. „Cum se pregătește revoluția”, în Ideea Europeană (cu semnătura Niculae Ivașcu). În cadrul Cursurilor de vară de la Vălenii de Munte (15 iunie-15 august) ține prelegerea „Contribuția latină în filosofie”, iar în noiembrie deschide cursul de Istorie a logicii (până în februarie 1925). În anul universitar 1924-1925 propune ca temă de seminar crearea unui dicționar filosofic românesc (încercare de precizare a câtorva noțiuni filosofice fundamentale, precum și a unei terminologii filosofice românești). În noiembrie - în revista Gândirea se publică Individualismul englez - cuvânt introductiv la o traducere din Herbert Spencer Individul împotriva statului (Cultura Națională; trad. I. Olimpiu Ștefanovici-Svensk; reed.1996).
La 14 februarie 1925 încheie cursul de Istorie a logicii (litografiat; tipărit, 1997). Între 27 februarie-15 mai deschide cursul de Filozofie a religiei (litografiat; tipărit: 1990-1991, 1993, 1994, 1998). În primăvară dă examenul de docență cu Constantin Rădulescu-Motru (președinte), P. P. Negulescu, Dimitrie Gusti și T. Ziegler și din iunie lucrează ca docent universitar de Istoria logicii și Metafizică (adresa Facultății de Litere și Filosofie din București, nr. 259, 12 iunie 1929). În noiembrie deschide cursul de Teoria cunoștinței (predat până în mai 1926) și cel de Metafizică, cu tema Problema salvării în „Faust” al lui Goethe. În Cartea Semicentenarului, Nae Ionescu apare cu art. Filosofia românească.
La 1 ianuarie 1926 este numit conferențiar definitiv de Istorie a logicii și Metafizică (adresa Ministerului Instrucțiunii nr. 8667, din 1926). 24 ianuarie - conferința Misticii italieni (aula Fundației Universitare Carol I, ciclu organizat de Institutul de Cultură Italiană din București). 18 februarie - conferința Charles Piguy (aula Fundației Universitare Carol I, ciclu consacrat literaturii franceze, organizat de Gruparea „Poesis”). 20 februarie - după șase prelegeri, încheie cursul cu tema Problema salvării în „Faust" al lui Goethe (litografiat; tipărit in 1996). Ține conferința Filosofia regionalismului cultural la Biblioteca populară „Petre Armencea", în cadrul Cercului de studii și cercetări locale al orașului și ținutului Brăilei. (Rezumat în „Analele Brăilei", ianuarie - martie 1936, după presa vremii). În 2 mai începe să colaboreze la ziarul Cuvântul, unde preia rubrica Duminica. Vreme de mulți ani, va scrie zilnic cel puțin un articol. Cele mai multe vor fi semnate cu câteva pseudonime (atât spre a varia semnătura, în același număr sau în zile succesive, cât și întrucât îi plăcea să se ascundă sub diverse înfățișări). La 29 mai încheie cursul de Teorie a cunoștinței (litografiat; tipărit, 1996).
În iunie 1926, ca președinte al Comisiei de bacalaureat la Liceul „N. Bălcescu" din Brăila (din acest liceu fusese exmatriculat în primăvara lui 1909, cu puțin înaintea bacalaureatului propriu) îl remarcă pe elevul Iosef M. Hechter, viitorul Mihail Sebastian.
La 1 ianuarie 1930 este numit profesor titular al Catedrei de Psihologie și Pedagogie a Institutului Superior de Educație Fizică (înalt Decret Regal nr. 4456, din 31 decembrie 1929). Îi urmează profesorului Constantin Rădulescu-Motru. Predă cursuri de psihologie generală și pedagogie teoretică (în cadrul catedrei, Gheorghe Zapan este conferențiar, iar Elena Pușcuța, asistentă benevolă).
La 1 iunie 1930, la alegerile pentru Camera Deputaților Nae Ionescu candidează la Brăila, din partea Uniunii Naționale și este ales.
În anul universitar 1930-1931 predă cursul Istoria metafizicei ca tipologie a culturii - prelegerea inaugurală are ca temă Moda în filosofie (cursul a fost litografiat; tipărit, 1996).
În anul universitar 1932-1933 a predat cursul Din metodologia logicei. Analogia și cursul Metoda statistică. Cu aplicație la psihologie, sociologie si pedagogie. (Nu au fost litografiate).
În anul universitar 1933-1934 a predat cursul Logica științelor exacte (nu a fost litografiat).
2 ianuarie 1934 - în urma asasinării lui I. G. Duca, Nae Ionescu este arestat la Sinaia; ziarul Cuvântul este suspendat (ultimul număr apărut: 1 ianuarie 1934, cu articolul 1933-1934, scris la Sinaia, în 29 decembrie 1933).
În ianuarie 1934 apare: Immanuel Kant, Critica rațiunii practice cu o prefață a lui C. Rădulescu-Motru și o notă introductivă asupra rațiunii practice semnată de Nae Ionescu (Ed. Institutului Social Român; trad. Dumitru Cristian Amzăr și Raul Vișan). Cronici de Petru Manoliu, I. Brucăr ș. a. (Polemică în Revista de filosofie între Mircea Vulcănescu și I. Brucăr.)
7 februarie - eliberat și rearestat în cursul aceleiași zile.
15 martie - este eliberat și își reia cursul (vezi: Mircea Vulcănescu, Ulise printre sirene, 1941).
In iunie 1934 apare romanul lui Mihail Sebastian, De două mii de ani..., cu o prefață de Nae Ionescu, concepută ca o antiteză la tematica romanului - această prefață încearcă să fundamenteze antisemitismul prin perspective teologice, sub pretextul că evreii nu au nici o putință de salvare întrucât îl așteaptă încă pe Messia. Timp de câteva luni se duce o amplă polemică în presă în jurul romanului, a prefaței și problematicii puse de autor și prefațator. Dintre polemiști: Tudor Teodorescu-Braniște, Pompiliu Constantinescu, Octav Șuluțiu, Șerban Cioculescu, Mircea Eliade, George Racoveanu, Mircea Vulcănescu, Petre Pandrea, Constantin Noica, Ion. I. Cantacuzino și Mihail Sebastian. În 1935 apare eseul lui Mihail Sebastian Cum am devenit huligan, o replică la respectiva prefață. (romanul și prefața vor fi reeditate în 1946, 1990, 2003, 2006).
În anul universitar 1934-1935 predă cursul de Logica generală (litografiat; tipărit: 1943, 1993) și un curs de Logică a colectivelor (3 lecții, predate în ianuarie și martie 1935, s-au păstrat într-un manuscris; au fost tipărite în 1996-1997).
7 ianuarie 1935 - conferința Primejdia spiritului defensiv (aula Liceului „Codreanu" din Bârlad, sub auspiciile Asociației Studenților Creștini „Alexandru Vlahuță”). (Rezumat în Credința, 10 ianuarie 1935).
11 februarie - ciocnire, vreme de câteva ore, între jandarmi și legionari; aceștia din urmă voiau ca Nae Ionescu să țină o conferință. Conferențiază în sala festivă a primăriei din Oradea, în cadrul „Astrei", despre unele noțiuni curente în sociologie. (Rezumatul Familia, martie 1935).
În anul universitar 1935-1936 predă un curs de Logică a colectivelor (nu a fost litografiat).
În anul universitar 1936-1937 predă cursul Probleme de metafizică; ianuarie 1937. (stenografiat și dactilografiat în ianuarie 1937 și editat de Dan Zamfirescu). (ed. 1988, 1990).
22 aprilie - Conferința de Metafizică și Istorie a logicii este transformată în catedră, iar Nae Ionescu este numit profesor agregat (înalt Decret Regal nr. 4059, 1937).
6 iunie - Mircea Eliade, asistent onorific la catedra lui Nae Ionescu, este exclus din Universitate, pentru „scrieri pornografice". Hotărâtă atitudine împotrivă, în presă: printre cei care protestează (Emil Cioran, Arșavir Acterian, Constantin Noica ș.a.) se află și Nae Ionescu, titularul catedrei.
27 iunie - articolul Sub semnul Arhanghelului, în Buna Vestire (nr. 100). Apare volumul Roza vânturilor. 1926-1933, culegere de articole îngrijită de Mircea Eliade și cu o prefață a lui Nae Ionescu. (Editura „Cultura Națională"). Cronici semnate de Horia Stamatu, Liviu Teodoru, D. C. Amzăr, George Călinescu, Arșavir Acterian, Const. Gh. Popescu, Vasile Damaschin ș.a. (alte ed. 1990, 1993). Prefață la Vasile Marin, Crez de generație. (Alte ed.: 1937, 1940, 1941, 1977).
21 ianuarie 1938 - reapare ziarul Cuvântul.
10 martie - Senatul Universității București este de acord cu propunerea de schimbare a denumirii catedrei, ocupate de Nae Ionescu, în Catedra de Logică și Metafizică.
17 aprilie - Cuvântul este din nou interzis (ultimul număr apărut: 17 aprilie). Împreună cu o serie de șefi legionari, Nae Ionescu este arestat și depus în lagărul de la Miercurea Ciuc, cu „domiciliu forțat”. Este destituit din Universitate.
mai - martor în procesul lui Corneliu Zelea Codreanu.
Concepe o suită de scrisori, Căderea în Cosmos (1938-1939) (vezi: Introducere la Istoria logicii, 1941). (Cella Delavrancea spunea că le-ar fi distrus; inf. Valeriu Râpeanu).
13 ianuarie 1939 - internat iarăși în lagărul de la Miercurea Ciuc. 24 iunie - eliberat din lagăr bolnav de inimă. Nu își recapătă catedra.
Este vizitat acasă de o serie de prieteni, printre care Mircea Vulcănescu, Mircea Eliade, Constantin Noica, Ionel Gherea, George Racoveanu.
1940 Lucrează la un Manual de logică (au rămas, în manuscris, fragmente).
Vineri 15 martie - moare în vila sa de la Băneasa; de față este Cella Delavrancea. Sunt mai multe versiuni că ar fi fost otrăvit la comanda regelui Carol al II-lea.
Duminică 17 martie - este înmormântat la Cimitirul Bellu din București, sub atenta supraveghere a agenților de poliție. Discursul funebru a fost ținut de Mircea Eliade, deși C. Rădulescu-Motru pregătise și el unul. În asistență: Octav Onicescu, Perpessicius, Dem. Theodorescu, Cella Delavrancea, Mircea Vulcănescu, Constantin Noica, Mircea Eliade, Arșavir Acterian, Ștefan Ion Gheorghe, Dragoș Protopopescu, Vasile Băncilă și, desigur, familia (soția, copiii, sora, cumnatul, generalul Vasile Panaitescu). 
S-au publicat necrologuri semnate de Nicolae Iorga, Mircea Eliade, Nicolae Tatu, Camil Petrescu, Pamfil Șeicaru ș.a.

## Vila lui Nae Ionescu de la Băneasa („casa de la Șosea”)

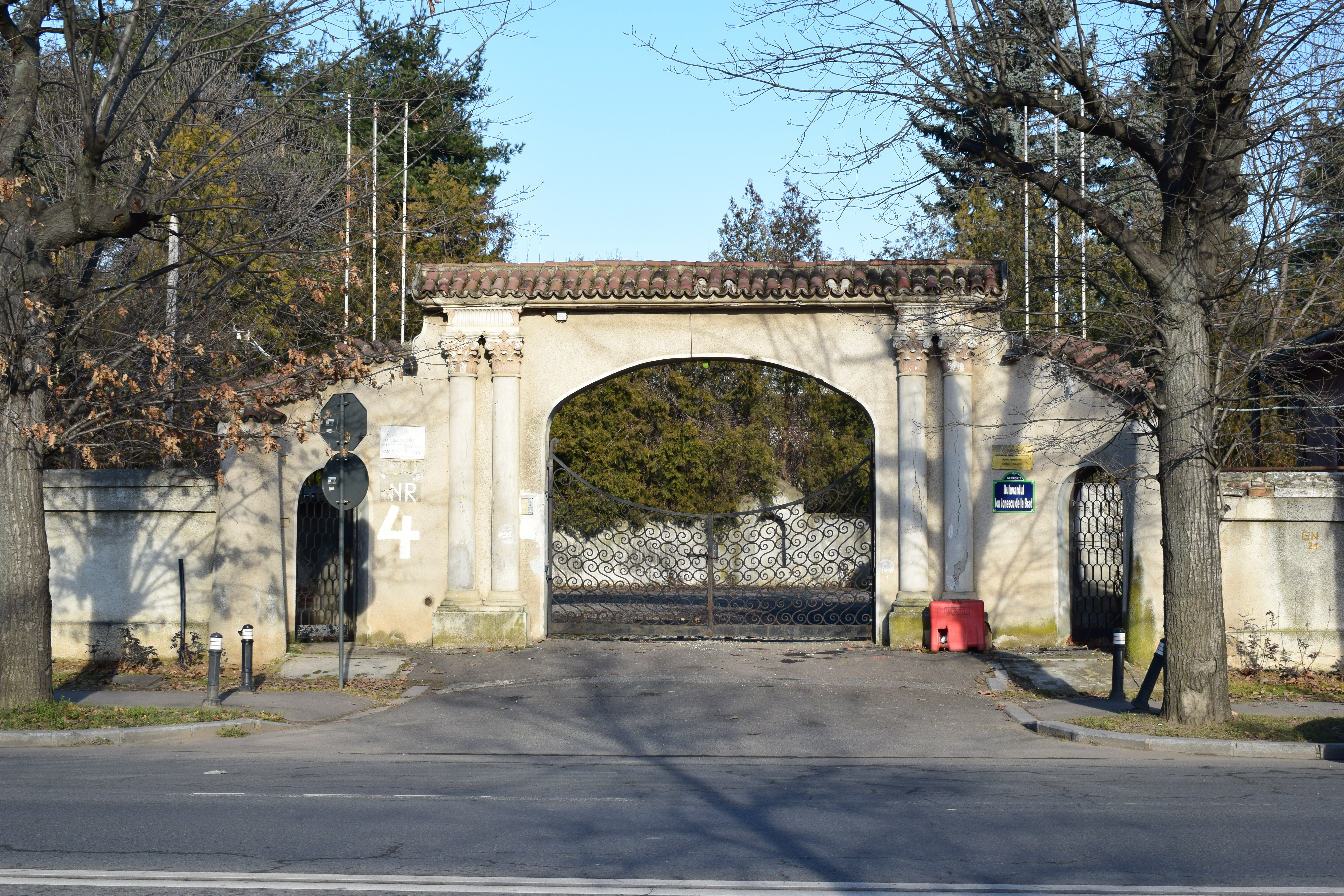
Intrarea casei lui Nae Ionescu din Băneasa, ulterior reședința mareșalului Ion Antonescu

Nae Ionescu a fost proprietarul unei vile situate în comuna suburbană Băneasa (azi în cartierul Băneasa din București, bd. Ion Ionescu de la Brad nr. 4, poziție 44°29′55″N 26°04′31″E / 44.498604°N 26.075206°E). Casa a rămas în memoria publică în special prin faptul că este amintită în scrierile elevilor săi (Mircea Vulcănescu ș.a.). Locuința a fost construită de arhitectul G. M. Cantacuzino, sub supravegherea directă a proprietarului.
În cartea sa „Nae Ionescu așa cum l-am cunoscut”, Vulcănescu dedică mai multe pagini descrierii acestei case, în detaliu. Este evocat și faptul că aici se găsea expus un tablou de El Greco, o „Coborâre de pe Cruce”, de care profesorul era foarte mândru. Nae Ionescu a murit chiar în această vilă, la 15 martie 1940, de față fiind prietena sa intimă Cella Delavrancea.
Imediat după moartea filozofului, statul român rechizitionează clădirea și terenului aferent (4 ha), deoarece nu se respectase destinația inițială a terenului, acesta fiindu-i oferit profesorului cu scopul de a construi o școală cimotehnică și un hipodrom. Tot în 1940, prin intermediul unei societăți anonime de telefonie, statul român despăgubește familia filozofului cu suma de 16 milioane de lei.
Vila a servit ca reședință a mareșalului Ion Antonescu (ulterior datei de 6 septembrie 1940). O parte din ședințele Consiliului de Miniștri din acea perioadă (1940-1944) s-au ținut în această clădire.
După instalarea regimului comunist, vila a intrat în proprietatea Universității de Agronomie, iar azi este sediul „Stațiunii de Cercetare-Dezvoltare pentru Pomicultură Băneasa”.